# Kaštel Andreis u Kaštel Starome
Kaštel Andreis je bila stara utvrda u Kaštel Starom. Predstavlja zaštićeno kulturno dobro.

## Povijest i opis dobra
Soprakomit (zapovjednik galije) Andrija Cega (Celio Cega) na temelju dozvole sagradio je kaštel na hridima desetak metara udaljen od obale, zapadno od kaštela Koriolana Cipika. Andrija Celio Cega bio je zapovjednik galije koja je doživjela brodolom, od 200 članova posade spašena su samo njih 40. Oko 1600.godine potomci Andrije Cega ustupili su svoj kaštel Ivanu i Pavlu Andreisu, koji su im za uzvrat ustupili svoju tek sagrađenu kulu. Kada je prešao u vlasništvo obitelji Andreis, bio je trošan, te ga je Pavao Andreis ponovo izgradio znatnim izdatkom. Tlocrt kaštela zabilježen je na planu Kaštel Starog iz 1704. godine. Na temelju tlocrtnog oblika, može se zaključiti da on pripada tipu utvrđene kuće, te da je na sjeveru imao kulu. Od kaštela sačuvani su samo temelji u moru.
Mletačka vlast izdala je 1482. godine dozvolu za gradnju kaštela Andriji Cegi međutim tek 1600. godine Ivan i Pavao Andreis dovršili su započetu izgradnju. Izgled kaštela zabilježen je na planu naselja iz 1704. godine na kojem se vidi da je kaštel Andreis imao tlocrt pravokutnoga oblika te je pripadao tipologiji utvrđene kuće. Sjeverno pročelje bilo je fortificirano dok su na južnome dijelu postojala vrata za pristupanje brodom. Na katastru iz 1831. godine kaštel Andreis je označen kao ruševina. Danas postoji samo kao ruševina vidljiva u moru. Preko sjevernog dijela ostatka kaštela u narednom razdoblju nasuta je riva.

## Zaštita
Pod oznakom P-5346 zaveden je kao nepokretno kulturno dobro - arheologija, pravna statusa zaštićena kulturnog dobra, klasificirano kao "podvodna arheološka zona/nalazište".